# SlotMusic

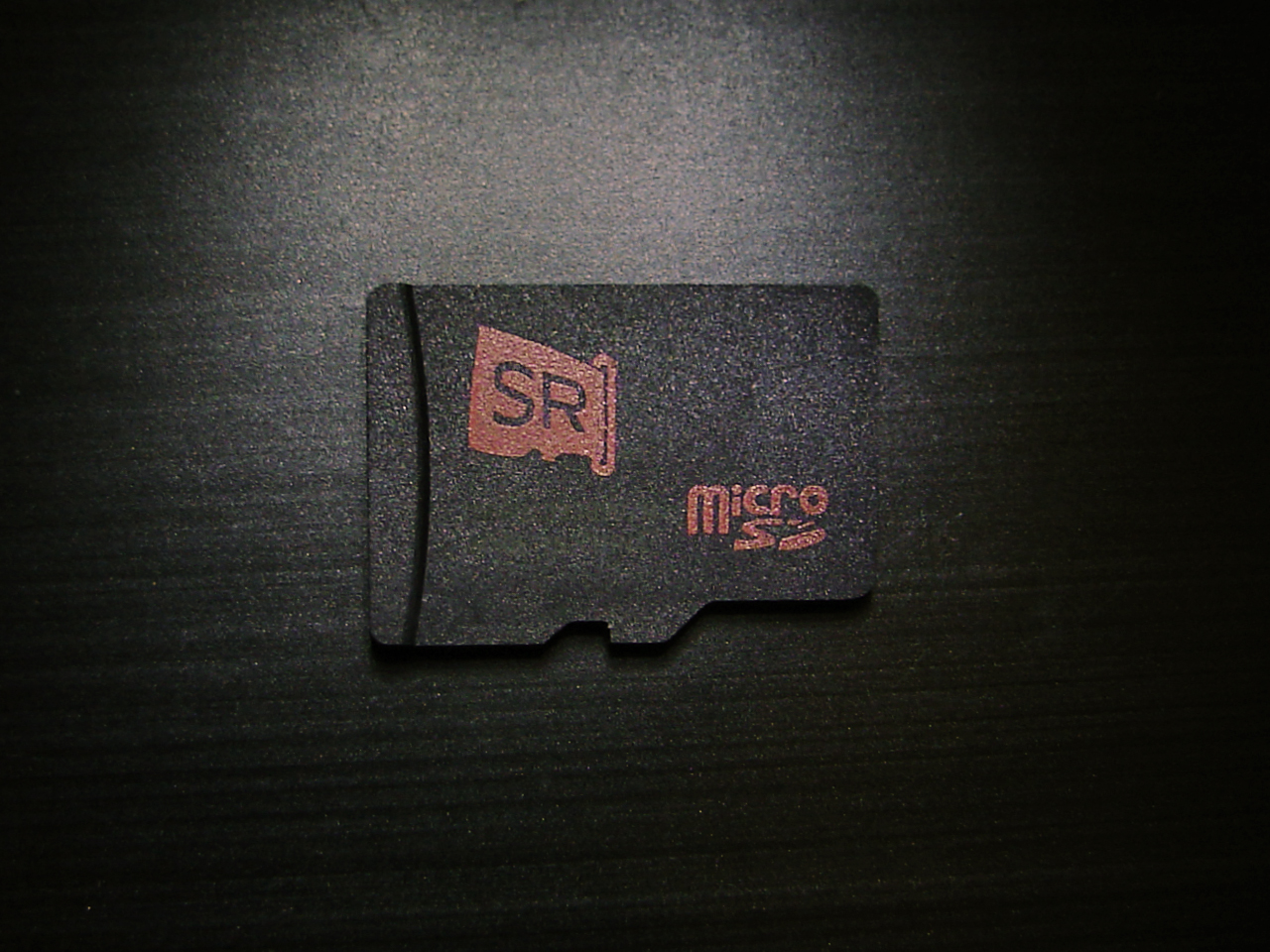
Carte mémoire

slotMusic est un type de carte mémoire microSD contenant des musiques préchargées  créé par SanDisk et soutenu par Universal Music Group, Sony BMG, Warner Music Group et EMI Music. Le format retenu était le MP3 (sans DRM). Pourtant SanDisk a présenté en janvier 2009 au CES de Las Vegas un baladeur numérique avec une carte slotMusic préchargée avec des chansons au format WMA avec DRM. slotMusic est développé par SanDisk Corporation.

## Introduction
Ce format nouveau a été créé par les majors du disque et le constructeur de carte SD afin de redresser le marché déclinant du CD Audio que la vente en ligne n'arrivait pas à compenser. Son format, le microSD, était déjà répandu sur de nombreux appareils mobiles, tels que les GSM et baladeurs mp3. Les fichiers étaient fournis sans Gestion des droits numériques et le support conçu pour être utilisé facilement sur tout type de lecteur.
De plus, la taille d'un morceau compressé n'occupant pas la totalité du support, des images et vidéos pouvaient y être ajoutées.

## Commercialisation
Les cartes slotMusic sont sorties en 2009 aux États-Unis et n'ont pas traversé l'Atlantique. Elle proposaient une carte microSD de 1 gigaoctet, contenant la musique au format MP3 (320 kilobits/s) sans DRM, avec ajout de bonus, comme des vidéos, les paroles des chansons, des images, etc. Elles étaient commercialisée dans un boitier de format CD, sans adaptateur. Le prix de vente au lancement était de 14,99 dollars. Il existait une version "pack" aux alentours de 30 dollars, livré avec un lecteur rudimentaire personnalisé aux couleurs de l'artiste.
Les promoteurs argumentaient sur le fait d'avoir une meilleure qualité, un support physique hautement compatible et se voulant universel, des bonus inédits et un format moderne, tout en restant dans le circuit de vente classique.